# Порт-Джефферсон (Огайо)
Порт-Джефферсон (англ. Port Jefferson) — селище (англ. village) в США, в окрузі Шелбі штату Огайо. Населення — 308 осіб (2020).

## Географія
Порт-Джефферсон розташований за координатами 40°19′49″ пн. ш. 84°5′32″ зх. д. / 40.33028° пн. ш. 84.09222° зх. д. (40.330159, -84.092195).  За даними Бюро перепису населення США в 2010 році селище мало площу 0,49 км², з яких 0,43 км² — суходіл та 0,06 км² — водойми. В 2017 році площа становила 0,40 км², з яких 0,39 км² — суходіл та 0,00 км² — водойми.

## Демографія
Згідно з переписом 2010 року, у селищі мешкала 371 особа в 142 домогосподарствах у складі 97 родин. Густота населення становила 759 осіб/км².  Було 158 помешкань (323/км²).
Расовий склад населення:
| - 100,0 % — білих |

До двох чи більше рас належало 0,0 %. Частка іспаномовних становила 0,0 % від усіх жителів.
За віковим діапазоном населення розподілялося таким чином: 25,3 % — особи молодші 18 років, 64,2 % — особи у віці 18—64 років, 10,5 % — особи у віці 65 років та старші. Медіана віку мешканця становила 36,6 року. На 100 осіб жіночої статі у селищі припадало 105,0 чоловіків;  на 100 жінок у віці від 18 років та старших — 100,7 чоловіків також старших 18 років.
Середній дохід на одне домашнє господарство  становив 49 438 доларів США (медіана — 40 938), а середній дохід на одну сім'ю — 52 894 долари (медіана — 50 000). Медіана доходів становила 38 750 доларів для чоловіків та 32 404 долари для жінок. За межею бідності перебувало 9,2 % осіб, у тому числі 14,8 % дітей у віці до 18 років та 5,1 % осіб у віці 65 років та старших.
Цивільне працевлаштоване населення становило 209 осіб. Основні галузі зайнятості: виробництво — 30,1 %, освіта, охорона здоров'я та соціальна допомога — 22,0 %, роздрібна торгівля — 18,2 %.